# 兰巴耶克大区
蘭巴耶克大區（西班牙語：Departamento de Lambayeque）是秘魯西北部的一個大區，西臨太平洋。面積14,231.30平方公里，2007年人口1,112,868人。首府奇克拉約。
1874年12月1日建區。下分3省38區。